# Havre
Havre (Avena sativa) är ett kraftigt och oftast högväxt gräs, inom släktet havren och familjen gräs, med kala strån som kan bli över en meter höga. 

## Beskrivning
Bladen är kala och breda. Arten blommar i juli till augusti. Vippan är stor och allsidig, med gråaktigt gröna småax som är mycket stora. Småaxen har hinnkantade skärmfjäll och ytteragnar, de saknar vanligen borst men kan, hos en del exemplar, ha ett utskjutande borst.
Havre är självpollinerande och självbefruktande. Ett sätt att skilja havresorterna åt är genom att se vilken färg kornet har; det finns vit-, gul- och svarthavre.
Havre behöver ett nederbördsrikt klimat och sås därför tidigt på våren så den inte torkar ut på senvåren och försommaren. Den är ej heller speciellt köldkänslig. Havre kan odlas på all slags jord men drabbas ofta, och särskilt på kalkrik jord, av bristsjukdomar. Utöver bristsjukdomar kan den få ett flertal sot- och rostsjukdomar samt virussjukdomar. Flyghavre som står den odlade havren nära i släktskap, kan också nämnas och är ett besvärande ogräs som ofta kräver kostsam handrensning av fälten.

## Historik
Havre härstammar troligen från den sydeuropeiska vildarten storhavre, Avena sterilis. Den första odlingen kan spåras till medelhavsområdet för cirka 2 000 år sedan.[källa behövs] Havre var inte känd som odlad växt av de gamla kulturfolken. Grekerna ansåg den dessutom oduglig som föda.[källa behövs] I Västeuropa blev den först känd under bronsåldern, men spelade i Norden en obetydlig roll ännu under järnåldern.[källa behövs] Havreodlingen i Sverige blev allmänt utbredd under 1700-talet och nådde sin höjdpunkt i slutet av 1800-talet, då havre utgjorde omkring 50 procent av spannmålsproduktionen i landet. År 1919 odlades havre på 19% av den svenska åkerjorden. Se havrebanan.
Havre odlas nu i många länder, men det är främst i Europa och Nordamerika man hittar odlingar. Havreodlingen omfattar nästan uteslutande vanlig havre.
De gamla svenska lantsorterna av havre indelades år 1894 av Hjalmar Nilsson i fyra grupper: vit vipphavre, vit plymhavre, svart plymhavre och svart vipphavre.
Den vanligaste havresorterna i Sverige från år 1940 till år 1995 var i tur och ordning solhavre, även kallad Sol II., Selma, Sang, Svea, Vital, Adamo och Freja.

## Användning

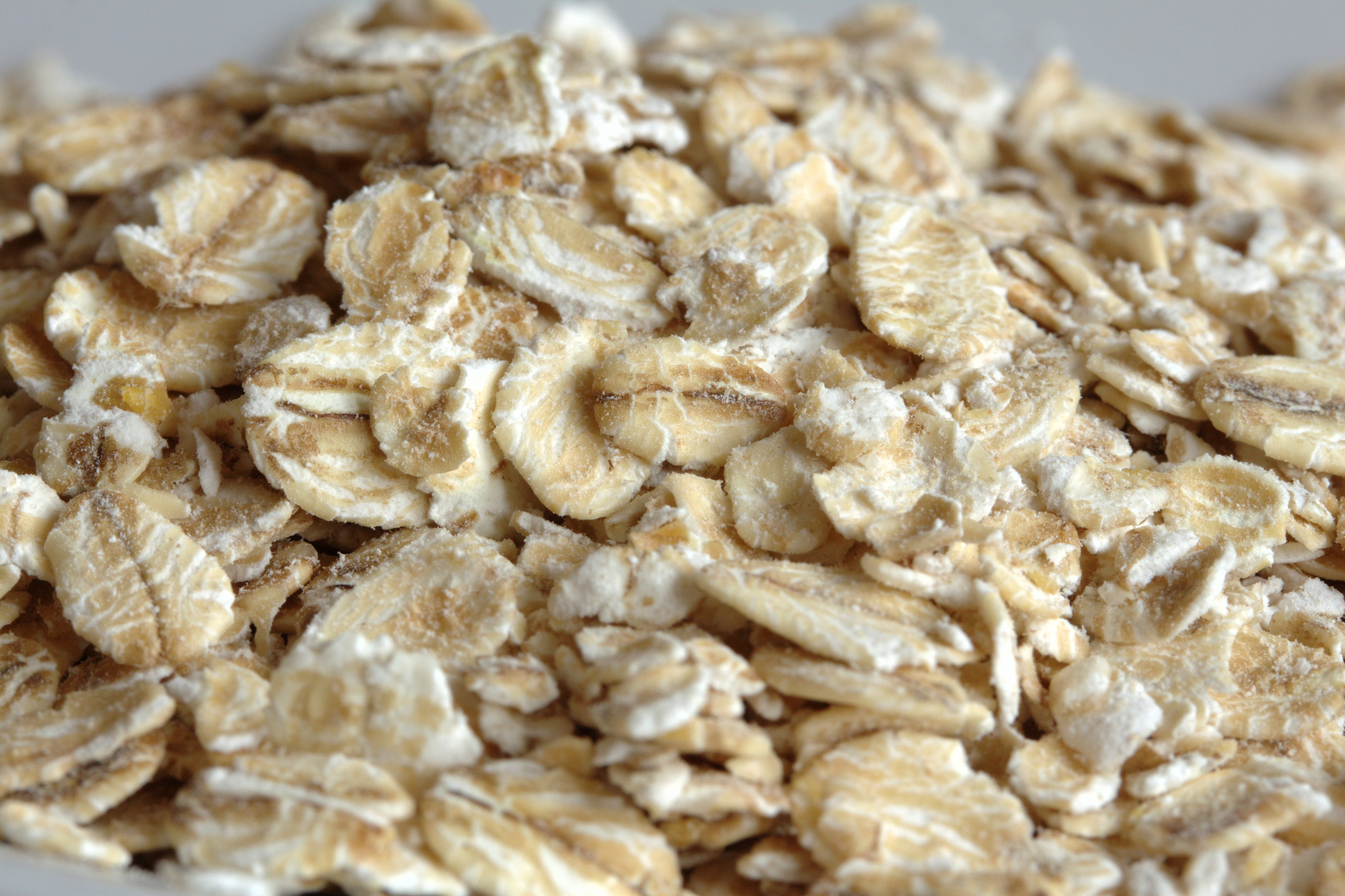
havregryn

Av havre tillverkas bland annat havregryn, havremust och olika typer av havredryck och havregrädde som är lämplig för veganer och laktosintoleranta.
I takt med allt högre energikostnader har man börjat visa intresse för att använda havren för värmeproduktion. Vid effektiv förbränning i en villapanna motsvarar 2,5 kg havre 1 liter olja.[källa behövs] Havre används också som djurfoder.

## Näringsinnehåll
För näringsinnehåll, se havregryn.
Havren innehåller en unik sorts fenol med beteckningen avenantramid. Avenantramider har antioxidativa, antiinflammatoriska och antiaterosklerotiska egenskaper (se Fakta Jordbruk 1/2004[källa behövs]).
Havre innehåller en speciell fiber, betaglukan, som är vattenlöslig, och därför bildar gel i mag-tarm kanalen. Detta innebär att upptag av näring blir jämnare, och havrens betaglukan blir därför blodsockerreglerande (lågt glykemiskt index). Havrens betaglukaner anses förklara en kolesterolsänkande effekt av intag av havreprodukter i ett flertal vetenskapliga studier.[källa behövs] Havre innehåller också proteiner som är uppbyggda av olika aminosyror däribland aminosyran tryptofan.

## Officiell statistik om havre
| Tio största havreproducenterna 2013 (Tusental ton) | Tio största havreproducenterna 2013 (Tusental ton) |
| -------------------------------------------------- | -------------------------------------------------- |
| Ryssland                                           | 4,027                                              |
| Kanada                                             | 2,680                                              |
| Polen                                              | 1,439                                              |
| Finland                                            | 1,159                                              |
| Australien                                         | 1,050                                              |
| USA                                                | 929                                                |
| Spanien                                            | 799                                                |
| Storbritannien                                     | 784                                                |
| Sverige                                            | 776                                                |
| Tyskland                                           | 668                                                |
| Världen                                            | 20,732                                             |
| Källa:                                             |                                                    |

Den totala havreskörden i Sverige har under 1900-talet varierat mellan 597 000 ton år 1955 och 1 881 890 ton år 1984. På Jordbruksverkets webbplats publiceras årligen statistik om hektar- och totalskördar av havre i det Statistiska meddelandet JO 16 SM Skörd av spannmål, trindsäd, oljeväxter, potatis och slåttervall.
Den areal som odlats med havre i Sverige har minskat betydligt under 1900-talet. Mellan åren 1916 och 1999 minskade havrearealen från drygt 783 000 till knappt 306 000 hektar. På Jordbruksverkets webbplats publiceras årligen statistik om arealen som odlas med havre i det Statistiska meddelandet JO 10 SM Jordbruksmarkens användning. I Eurostats databas publiceras statistik om havreskörd och havreareal i Europa under kategorin Agriculture och underkategorin Regional Agriculture Statistics. I FAO:s databas publiceras statistik om havreskörd och havreareal i världen under kategorin Production och underkategorin Crops.
Avkastningen per hektar i Sverige har ökat från 1310 kg år 1881–1900 till 3650 kg år 1981–1990. Odlingen ger ca 3 800 kg/ha när det odlas i Sverige.

## Mimikry
Flera nutida sädesslag har utvecklat skyddande likhet med vete, för att inte rensas bort som ogräs. Det är en form av mimikry som kallas Vavilovs mimikry. Bland sädesslagen har både havre och råg utvecklats genom Vavilovs mimikry.[källa behövs] Havre har utvecklats från ogräs till skyddande likhet vid vetet och kornets sida, troligen från arten storhavre, Avena sterilis.